# پیر تپه
پیر تپه مربوط به دوران‌های تاریخی پس از اسلام است و در شهرستان بوئین‌زهرا، بخش آوج، روستای اغرا واقع شده و این اثر در تاریخ ۲۵ خرداد ۱۳۸۱ با شمارهٔ ثبت ۵۷۳۸ به‌عنوان یکی از آثار ملی ایران به ثبت رسیده است.